# Qūrt Darreh
Qūrt Darreh (persiska: قورت درّه) är en ort i Iran.   Den ligger i provinsen Kurdistan, i den nordvästra delen av landet, 300 km väster om huvudstaden Teheran. Qūrt Darreh ligger 1 851 meter över havet och antalet invånare är 106.
Terrängen runt Qūrt Darreh är kuperad åt nordost, men åt sydväst är den platt.Runt Qūrt Darreh är det ganska glesbefolkat, med 23 invånare per kvadratkilometer. Närmaste större samhälle är Owch Gonbad-e Khān, 5,3 km söder om Qūrt Darreh. Trakten runt Qūrt Darreh består i huvudsak av gräsmarker.